# Зауддя
За́уддя — село в Україні, у Новопокровській селищній громаді Чугуївського району Харківської області. Населення становить 115 осіб. До 2020 орган місцевого самоврядування — Введенська селищна рада.

## Географія
Село Зауддя знаходиться на правому березі річки Уда, вище за течією на відстані 3 км розташоване село Красна Поляна, нижче за течією на відстані 5 км розташоване село Стара Покровка, на протилежному березі - село Тернова. До села примикає великий лісовий масив (дуб).

## Назва
Село названо так тому, що знаходиться за Удою по відношенню до історичної частини Харківської агломерації (на протилежному березі річки).
Попередні назви: Зелений Колодязь, Панська Терновка.

## Історія
За даними на 1864 рік у казенному селі Зелений Колодязь Зміївського повіту, мешкало 270 осіб (121 чоловічої статі та 149 — жіночої), налічувалось 46 дворових господарств.
12 червня 2020 року, відповідно до Розпорядження Кабінету Міністрів України  № 725-р «Про визначення адміністративних центрів та затвердження територій територіальних громад Харківської області», увійшло до складу Новопокровської селищної громади .
17 липня 2020 року, в результаті адміністративно-територіальної реформи та ліквідації колишнього Чугуївського району, увійшло до складу новоутвореного Чугуївського району Харківської області.

Село Зелений Колодязь на мапі ХІХ ст.

## Населення

### Мова
Розподіл населення за рідною мовою за даними перепису 2001 року:
| Мова       | Кількість | Відсоток |
| ---------- | --------- | -------- |
| російська  | 110       | 95.65%   |
| українська | 5         | 4.35%    |
| Усього     | 115       | 100%     |